# La lezione di anatomia
La lezione di anatomia (in originale The Anatomy Lesson) è un romanzo del 1983 dello scrittore statunitense Philip Roth. Il protagonista, Nathan Zuckerman, era già apparso in Lo scrittore fantasma (1979) e in Zuckerman scatenato (1981), che formano con questo una sorta di trilogia. Dei tre, ebbe meno successo di vendite, nonostante il parere favorevole di letterati quali Martin Amis e John Updike.

## Trama
Dopo aver sepolto il padre in Zuckerman scatenato, Nathan si ritrova a fronteggiare l'avanzamento in età con continui e non diagnosticabili dolori fisici, soprattutto al collo e alla schiena, che gli impediscono di mettersi a scrivere. Annoiato per l'assenza di lavoro, decide di ripensare al proprio passato, ai matrimoni falliti e ai rapporti con i famigliari. Preso da nostalgia, torna a visitare l'University of Chicago, dove ha studiato, per dedicarsi questa volta alla medicina, via d'uscita dalla letteratura, argomento e lavoro sul quale il libro si sofferma spesso.

## Edizioni italiane
- Philip Roth, La lezione di anatomia, traduzione di Pier Francesco Paolini, Milano, Bompiani, 1986,  p. 223.
- Philip Roth, La lezione di anatomia, traduzione di Vincenzo Mantovani, Torino, Einaudi, 2006,  p. 239, ISBN 9788806171827. 
Poi in ET n. 1482, serie Scrittori, 2007, ISBN 9788806190736; 
infine in Super ET uniform edition, 2015, ISBN 9788806225353.